# Martha von Kranz
Martha von Kranz (* 2. Juli 1867 in Wülfringhausen; † 24. Juli 1939 in Unterwössen) war eine deutsche Kunstgewerblerin und erste Buchbindemeisterin Bayerns.

## Biografie
Martha war das zweite von sieben Kindern von Emilie Flügel (1843–1923) und des Oberstarbarztes Jakob Anton Johann Wilhelm von Kranz (1834–1892). Ihre jüngere Schwester Rudolfine studierte Dekorationsmalerei an der Königlichen Kunstgewerbeschule in München.
1894 gründete von Kranz gemeinsam mit Laura Lange ein Atelier für Kunst und Kunstgewerbe in München, das 1906 zum Kunstgewerblichen Atelier für Buchbinderarbeiten erweitert wurde. Von Kranz übernahm dabei die technische Ausführung der Vorsatzpapiere, der Einbandpapiere, das Präparieren und Färben der Leder, die Handvergoldung, die eigentliche Bindearbeit und das Verzieren der Schnitte. Neben Buchbindearbeiten fertigte die Werkstätte auch Mappen, Kassetten, Uhrkästchen und Standrahmen für Photographien.
Ab 1902 studierte sie mit Laura Lange ein Jahr lang in den Lehr- und Versuchs-Ateliers für angewandte und freie Kunst von Hermann Obrist und Wilhelm von Debschitz. 1904 entwarf sie ein Schlafzimmer und ein Speisezimmer, das von einer Schreinerei ausgeführt und in der Zeitschrift Dekorative Kunst abgebildet wurde. Die Wanddekoration der Zimmer wurde von Laura Lange gestaltet. Die Räume wurden im Rahmen der ersten öffentlichen Ausstellung der Debschitz-Schule präsentiert und als Beispiele für „sachliche Einfachheit“ und „Zweckdienlichkeit“ beschrieben. Auch von Kranz’ Proportionsgefühl wurde gelobt.
Das Atelier unterrichtete ab 1913 im künstlerischen buchgewerblichen Arbeiten. Die Übernahme der Leitung der Buchbinderabteilung des Lette-Vereins in Berlin im selben Jahr lehnte von Kranz ab. 1914 legte sie ihre Meisterprüfung im Buchbindergewerbe vor der Handwerkskammer Bayern ab und wurde zur ersten Buchbindemeisterin Bayerns. Sie war erst auf Intervention der Regierung zur Meisterprüfung zugelassen worden. 1914 erhielten sie und Lange bei der Sonderausstellung „Die Frau im Buchgewerbe und in der Graphik“ der Bugra eine Anerkennung in der Abteilung Unterricht.
1893 war von Kranz Mitglied der Ortsgruppe München im Verein Frauenbildungs-Reform, 1894 bis 1909 wurde sie Mitglied im Verein für Fraueninteressen, in dem sie für kurze Zeit die Ämter der Schriftführerin und des Vorstandsmitglieds übernahm. 1914 trat sie der Vereinigung Münchener Kunstgewerblerinnen bei. Ein Beispiel ihrer Kunst und ihres Bekenntnisses zur Frauenbewegung ist ein dreiteiliger Fotografie-Rahmen, bestückt mit Portraitfotografien von Anita Augspurg, der in einer Werkstattausstellung zu sehen war.
1932 zog sie gemeinsam mit Laura Lange, deren Schwester Helene und der Grafikerin und Malerin Antonie von Ritzerow nach Unterwössen im Chiemgau, wo sie mit 72 Jahren verstarb.